# Championnats du monde de cyclisme sur piste 1929
Navigation
Budapest 1928 Bruxelles 1930
Les Championnats du monde de cyclisme sur piste 1929 ont eu lieu du 11 au 18 août à Zurich, en Suisse. Les compétitions se sont déroulées au vélodrome de Zurich-Oerlikon,.

## Résultats

### Podiums professionnels
| Compétition | Or                      | Argent                 | Bronze                  |
| ----------- | ----------------------- | ---------------------- | ----------------------- |
| Vitesse     | Lucien Michard France   | Piet Moeskops Pays-Bas | Ernest Kauffmann Suisse |
| Demi-fond   | Georges Paillard France | Victor Linart Belgique | Paul Krewer Allemagne   |

### Podiums amateurs
| Compétition | Or                        | Argent                        | Bronze                |
| ----------- | ------------------------- | ----------------------------- | --------------------- |
| Vitesse     | Antoine Mazairac Pays-Bas | Sydney Cozens Grande-Bretagne | Willy Gervin Danemark |

## Tableau des médailles
| Rang | Nation          | Or | Argent | Bronze | Total |
| ---- | --------------- | -- | ------ | ------ | ----- |
| 1    | France          | 2  | 0      | 0      | 2     |
| 2    | Pays-Bas        | 1  | 1      | 0      | 2     |
| 3    | Belgique        | 0  | 1      | 0      | 1     |
| -    | Grande-Bretagne | 0  | 1      | 0      | 1     |
| 5    | Allemagne       | 0  | 0      | 1      | 1     |
| -    | Danemark        | 0  | 0      | 1      | 1     |
| -    | Suisse          | 0  | 0      | 1      | 1     |

## Liste des engagés
D'après L'Auto :
- Vitesse des professionnels
  -  Allemagne. — Mathias Engel, Paul Oszmella, Peter Steffes
  -  Belgique. — Aloïs De Graeve, Jacques Arlet.
  -  Danemark. — W. Falk Hansen
  -  France. — Lucien Michard, Lucien Faucheux.
  -  Royaume-Uni. — William Bailey.
  -  Pays-Bas. — Piet Moeskops, Jaap Meijer.
  -  Italie.  — Avanti Martinetti, Mario Bergamini, Cesare Moretti.
  -  Luxembourg. — Nick Engel.
  -  Suisse. — Ernest Kauffmann, Emil Richli, Brunner

- Vitesse amateurs
  -  Allemagne. — Fliegel, Johow, Klug
  -  Autriche : Franz Dusika,  August Schaffer
  -  Belgique. — Yves Van Massenhove
  -  Danemark. — Andersen, Christiansen, Willy Gervin
  -  France. —  Roger Beaufrand
  -  Italie.  —  Bruno Pellizzari, Francesco Malatesta, Cattaneo
  -  Norvège. —  Bernt Evensen
  -  Pologne. —  Henryk Szamota
  -  Royaume-Uni. —  Sydney Cozens, Lew Wyld, John Sibbit
  -  Pays-Bas. —  Antoine Mazairac
  -  Suisse. — Dinkelcamp, Moor, Feldmann

- Demi-fond
  -  Allemagne. — Walter Sawall, Paul Krewer
  -  Belgique. — Victor Linart, Georges Ronsse
  -  France. — Robert Grassin, Georges Paillard